# Preis von Europa
Groupe 1
Le Preis von Europa est une course hippique de galop qui se dispute sur l'hippodrome de Cologne, en Allemagne, au mois de septembre.
Créée en 1963, c'est une course de Groupe I, réservée aux pur-sang de 3 ans et plus, dotée de 155 000 €, qui se court sur 2 400 mètres.

## Palmarès depuis 1986
| Année | Vainqueur       | S/A* | Pays        | Père         | Jockey            | Entraîneur           | Propriétaire                | Temps   |
| ----- | --------------- | ---- | ----------- | ------------ | ----------------- | -------------------- | --------------------------- | ------- |
| 2024  | Rebel's Romance | H.6  | Royaume-Uni | Dubawi       | William Buick     | Charlie Appleby      | Godolphin                   | 2'25"91 |
| 2023  | India           | F.5  | Allemagne   | Adlerflug    | Rene Piechulek    | Waldemar Hickst      | Gestüt Ittlingen            | 2'29"09 |
| 2022  | Rebel's Romance | H.4  | Royaume-Uni | Dubawi       | William Buick     | Charlie Appleby      | Godolphin                   | 2'30"97 |
| 2021  | Alpinista       | F.4  | Royaume-Uni | Frankel      | Luke Morris       | Sir Mark Prescott    | Kirsten Rausing             | 2'29"96 |
| 2020  | Donjah          | F.4  | Allemagne   | Teofilo      | Clément Lecœuvre  | Henk Grewe           | Darius Racing               | 2'31"82 |
| 2019  | Aspetar         | M.4  | Royaume-Uni | Al Kazeem    | Jason Watson      | Roger Charlton       | Mohammed Al Thani           | 2'26"00 |
| 2018  | Khan            | M.4  | Allemagne   | Santiago     | Clément Lecœuvre  | Henk Grewe           | Darius Racing               | 2'37"47 |
| 2017  | Windstoss       | M.3  | Allemagne   | Shirocco     | Adrien de Vries   | Markus Klug          | Gestüt Röttgen              | 2'32"40 |
| 2016  | Nightflower     | F.4  | Allemagne   | Dylan Thomas | Andrasch Starke   | Peter Schiergen      | Stall Nizza                 | 2'29"30 |
| 2015  | Nightflower     | F.3  | Allemagne   | Dylan Thomas | Andrasch Starke   | Peter Schiergen      | Stall Nizza                 | 2'31"55 |
| 2014  | Empoli          | M.4  | Allemagne   | Halling      | Adrien de Vries   | Peter Schiergen      | V.Bukhtoyarov & E.Kappushev | 2'30"24 |
| 2013  | Méandre         | M.5  | France      | Slickly      | Adrien de Vries   | Arslangirey Shavuev  | Ramzan Kadyrov              | 2'29"88 |
| 2012  | Girolamo        | M.3  | Allemagne   | Dai Jin      | Andrasch Starke   | Peter Schiergen      | Gestüt Ebbesloh             | 2'26"37 |
| 2011  | Campanologist   | M.6  | Royaume-Uni | Kingmambo    | Frankie Dettori   | Saeed bin Suroor     | Godolphin                   | 2'28"66 |
| 2010  | Scalo           | M.3  | Allemagne   | Lando        | Olivier Peslier   | Andreas Wöhler       | Gestüt Ittlingen            | 2'34"53 |
| 2009  | Jukebox Jury    | M.3  | Royaume-Uni | Montjeu      | Royston Ffrench   | Mark Johnston        | Alan Spence                 | 2'29"56 |
| 2008  | Baila Me        | F.3  | Allemagne   | Samum        | Dominique Bœuf    | Walter Baltromei     | Gestüt Karlshof             | 2'32"10 |
| 2007  | Schiaparelli    | M.4  | Allemagne   | Monsun       | Andrasch Starke   | Peter Schiergen      | Stall Blankenese            | 2'29"70 |
| 2006  | Youmzain        | M.3  | Royaume-Uni | Sinndar      | Kieren Fallon     | Mick Channon         | Jaber Abdullah              | 2'28"51 |
| 2005  | Gonbarda        | F.3  | Allemagne   | Lando        | Filip Minarik     | Uwe Ostmann          | Gestüt Auenquelle           | 2'33"87 |
| 2004  | Albanova        | F.5  | Royaume-Uni | Alzao        | Seb Sanders       | Sir Mark Prescott    | Kirsten Rausing             | 2'36"12 |
| 2003  | Mamool          | M.4  | Royaume-Uni | In The Wings | Frankie Dettori   | Saeed Bin Suroor     | Godolphin                   | 2'35"20 |
| 2002  | Well Made       | M.5  | Allemagne   | Mondrian     | Terence Hellier   | Hans Blume           | Gestüt Röttgen              | 2'31"02 |
| 2001  | Kutub           | M.4  | France      | In The Wings | Frankie Dettori   | Saeed Bin Suroor     | Godolphin                   | 2'38"21 |
| 2000  | Golden Snake    | M.3  | Royaume-Uni | Danzig       | Davy Bonilla      | John L. Dunlop       | The National Stud           | 2'32"49 |
| 1999  | Belenus         | M.3  | Allemagne   | Lomitas      | Kevin Woodburn    | Andreas Wöhler       | Turf Syndikat 99            | 2'33"13 |
| 1998  | Taipan          | M.6  | Royaume-Uni | Last Tycoon  | Sylvain Guillot   | John L. Dunlop       | Baron Swaythling            | 2'29"90 |
| 1997  | Taipan          | M.5  | Royaume-Uni | Last Tycoon  | Sylvain Guillot   | John L. Dunlop       | Baron Swaythling            | 2'31"88 |
| 1996  | Lavirco         | M.3  | Allemagne   | Königsstuhl  | Torsten Mundry    | Peter Rau            | Gestüt Fährhof              | 2'28"63 |
| 1995  | Solon           | M.4  | Allemagne   | Local Suitor | Peter Schiergen   | Heinz Jentzsch       | Gestüt Schlenderhan         | 2'27"06 |
| 1994  | Monsun          | M.4  | Allemagne   | Königsstuhl  | Andrzej Tylicki   | Heinz Jentzsch       | Georg von Ullmann           | 2'32"90 |
| 1993  | Monsun          | M.3  | Allemagne   | Königsstuhl  | Andrzej Tylicki   | Heinz Jentzsch       | Georg von Ullmann           | 2'42"23 |
| 1992  | Apple Tree      | M.4  | France      | Bikala       | Thierry Jarnet    | André Fabre          | Paul de Moussac             | 2'31"67 |
| 1991  | Lomitas         | M.3  | Allemagne   | Niniski      | Peter Schiergen   | Andreas Wöhler       | Gestüt Fährhof              | 2'27"65 |
| 1990  | Mondrian        | M.4  | Allemagne   | Surumu       | Manfred Hofer     | Uwe Stoltefuss       | Stall Hanse                 | 2'39"97 |
| 1989  | Ibn Bey         | M.4  | Royaume-Uni | Mill Reef    | Richard Quinn     | Paul Cole            | Prince Fahd Salman          | 2'34"57 |
| 1988  | Kondor          | M.4  | Allemagne   | Cagliostro   | Peter Remmert     | Hein Bollow          | Ilse Ramm                   | 2'38"32 |
| 1987  | Kamiros         | M.5  | Allemagne   | Star Appeal  | Peter Alafi       | Harro Remmert        | Dieter Stein                | 2'31"76 |
| 1986  | Allez Milord    | M.3  | Royaume-Uni | Tom Rolfe    | Greville Starkey  | Guy Harwood          | Jerome Brody                | 2'34"13 |
| 1985  | Sumayr          | M.3  | France      | Ela-Mana-Mou | Yves Saint-Martin | Alain de Royer-Dupré | Aga Khan                    | 2'27"00 |